# Pedaria dellacasai
Pedaria dellacasai är en skalbaggsart som beskrevs av Josso och Prévost 2009. Pedaria dellacasai ingår i släktet Pedaria och familjen bladhorningar. Inga underarter finns listade i Catalogue of Life.